# Un día de vida
Un día de vida es una película de melodrama mexicana de 1950 dirigida por Emilio "El Indio" Fernández. Ambientada durante la Revolución mexicana, está protagonizada por Columba Domínguez como Belén Martí, una periodista cubana, y Roberto Cañedo como el coronel Lucio Reyes, un militar mexicano condenado a muerte.
Fernández reunió a muchos de los actores y gran parte del equipo de producción que habían ayudado a sus películas a obtener éxito internacional en los años anteriores. Sin embargo, su recepción interna en México, así como en otras partes de América Latina, fue pobre. La película estuvo nominada a un solo Premio Ariel, el último que recibiría cualquier película de Fernández hasta 1975. Se considera una obra marginal dentro del contexto de la historia del cine mexicano.
Sin embargo, las circunstancias resultantes de la ruptura Tito-Stalin llevaron a su lanzamiento a finales de 1952 en Yugoslavia como Jedan dan života (en serbocroata: Један дан живота), donde se convirtió en una de las películas más exitosas de la época. En 1953, se estimaba que la mitad de los ciudadanos de Belgrado habían visto la película. Según Politika Ekspres, fue «la película más vista en Yugoslavia en los últimos cincuenta años». Su éxito condujo al surgimiento de Yu-Mex y más tarde se identificó con la nostalgia yugoslava que resultó de la disolución de Yugoslavia en 1992.

## Argumento
Belén Martí (Columba Domínguez), una periodista cubana, se aventura sola a México para investigar y escribir sobre la Revolución mexicana en aquel momento. Al llegar se entera de que un oficial revolucionario, el coronel Lucio Reyes (Roberto Cañedo), ha sido declarado culpable de traición y sentenciado a fusilamiento por liderar una revuelta armada que protestó el asesinato de Emiliano Zapata. El amigo de infancia de Reyes, el general Felipe Gómez (Fernando Fernández), ha sido el encargado de ejecutar la sentencia.
Martí idealiza a Reyes como un héroe destinado a convertirse en mártir de la Revolución. Sus solicitudes iniciales para reunirse con Reyes son rechazadas por sus carceleros, pero se le permite enviarle un regalo de puros cubanos. Al recibirlos, Reyes reflexiona sobre los vínculos personales y culturales entre los pueblos de México y Cuba.
Al no poder encontrarse con Reyes, Martí viaja para encontrarse con su madre, Mamá Juanita (Rosaura Revueltas), quien vive en el pueblo de Cieneguillas, cerca de las ruinas de Teotihuacán. Desconociendo la suerte de su hijo, a quien espera ver a la mañana siguiente para celebrar su santo, invita a pasar la noche en su casa a Martí, a quien felicita como una mujer digna del cariño de su hijo. Martí, desconcertada por la culpa que siente por saber el destino de Reyes, rechaza su oferta.
Al día siguiente, mientras el pueblo se prepara para la fiesta de Mamá Juanita, una banda local comienza a tocar «Las mañanitas». Martí se preocupa anticipando el momento en que Mamá Juanita descubra la verdad sobre su hijo, pero la anciana permanece impávida en su creencia de que él vendrá. Inesperadamente, Reyes llega en compañía de Gómez: este último le había concedido la visita como un último deseo a su amigo, así como una muestra de su propio amor por Mamá Juanita. Se vuelve a tocar «Las mañanitas» y el ambiente se vuelve de celebración. Sin embargo, Martí está angustiado por la verdad y sale corriendo a llorar fuera de la vista de Mamá Juanita.
Reyes queda cautivado por Martí, cuyo apellido le recuerda al de José Martí. Se desarrolla un romance mutuo. Martí suplica a Reyes y Gómez que diseñen un plan de fuga, pero el primero se niega por temor a convertir inadvertidamente a los habitantes en cómplices del crimen. El regocijo continúa, mientras Martí se desespera. Luego, al final de la fiesta, Mamá Juanita le revela a Martí que siempre había sabido de la sentencia de su hijo. Al día siguiente Reyes es ejecutado. Mamá Juanita sostiene su cuerpo entre sus brazos a modo de «mater dolorosa», mientras Martí y Gómez se acercan por detrás.

## Reparto
El elenco protagonista es: 
- Columba Domínguez como Belén Martí.
- Roberto Cañedo como coronel Lucio Reyes.

El elenco de reparto incluye: 
- Fernando Fernández como General Felipe Gómez.
- Rosaura Revueltas como Mamá Juanita.
- Eduardo Arozamena como Pomposo.
- Julio Villarreal como Manuel Ignacio Landa y Márquez del Toro Bravo.
- Arturo Soto Rangel
- José Torvay como Don Manuel, maestro de escuela.
- Jaime Fernández como el teniente.
- Agustín Fernández
- Salvador Quiroz

## Producción
El rodaje de Un día de vida siguió a una serie de éxitos de público y crítica para el director Emilio Fernández y su equipo de producción. Su película María Candelaria de 1943 fue premiada como «Mejor Fotografía» en el Festival de Cine de Cannes de 1946. Sus películas también habían sido nominadas en su país al Premio Ariel cinco veces consecutivas entre 1946 y 1950 en las categorías de «Mejor Película» y «Mejor Director», ganando tres veces en esta última. Para la producción de Un día de vida, Fernández volvió a reunir el equipo de artistas que le habían dado éxito en el pasado. Eligió a los protagonistas Columba Domínguez, su esposa y Roberto Cañedo, ambos ganadores del Premio Ariel en 1949 y 1950 respectivamente.

## Recepción

### México
Como melodrama que combina temas de patriotismo, familia y romance, Un día de vida es considerado un producto típico de la Época de Oro del cine mexicano. Emilio Fernández, ayudado por la cinematografía de Gabriel Figueroa, creó en la película una idealización de la realidad que representaba a México como nuevo y antiguo, y a los mexicanos como un pueblo orgulloso y humilde. La película también incluyó elementos de antiimperialismo y unidad hispanoamericana.
Sin embargo, el interés por las películas de Fernández se había disipado cuando se estrenó en el país Un día de vida el 11 de noviembre de 1950. A la película le fue mal en México. Su única nominación al Premio Ariel fue en la categoría «Mejor Actriz» para Rosaura Revueltas, que perdió. Fue la última nominación que recibiría alguna de las películas de Fernández hasta que La Choca fue nominada y ganó «Mejor Director» y «Mejor Película» en los XVII Premios Ariel en 1974. Posteriormente, Un día de vida se estrenó en el resto de América Latina, donde tampoco logró ganar una mayor atención. Desde entonces, la película ha quedado relegada a los márgenes de la historia del cine mexicano.

### Yugoslavia
En los años inmediatamente posteriores a la Segunda Guerra Mundial, una lucha de poder que estalló dentro del Bloque del Este entre la Unión Soviética y Yugoslavia condujo finalmente a la ruptura Tito-Stalin en 1948. Como las películas soviéticas ya no eran aceptables, las autoridades yugoslavas tuvieron que importar películas de otros lugares. Las películas estadounidenses no fueron consideradas alternativas debido a su percibido imperialismo. Según Miha Mazzini, las autoridades yugoslavas consideraron adecuadas las películas mexicanas porque no eran amenazadoras, pero «hablaban sobre revolución en los términos más altos».
Un día de vida fue lanzada en Yugoslavia como Jedan dan života (en serbocroata: Један дан живота) a finales de 1952. Fue una de las primeras películas mexicanas proyectadas en el país. En 1953, era la película más popular en Yugoslavia, con más de 250 000 entradas vendidas. Dos años después de su lanzamiento, batió récords locales de audiencia. Una de cada dos personas en Belgrado vio la película. El público se emocionó especialmente cuando Reyes le canta «Las mañanitas» a su madre, una escena que luego se informó que «hizo llorar a toda Yugoslavia». Aleksandar Vučo escribió en su reseña que «nunca antes una película había provocado tantas lágrimas». Otro escritor, Voja Rehar, dijo:
A través de Un día de vida, México se entregó, dijo todo de sí mismo. Habló de su historia y previó su futuro, nos mostró su corazón: lo vimos y lo sentimos. Fue la primera vez que al ver México, pensé en Yugoslavia. Quizás hubo un sentimiento subconsciente de conexión, quizás la familiaridad de los corazones y los personajes. Sus canciones y bailes se parecían a los nuestros, su país al nuestro, su gente al nuestro.
Con el tiempo, Un día de vida pasó a ser considerado un clásico del cine yugoslavo. Politika Ekspres la declaró «la película más vista en Yugoslavia en los últimos cincuenta años». Los distribuidores yugoslavos continuaron renovando sus derechos sobre la película, reviviéndola a intervalos regulares durante los siguientes 20 años. Todavía en 2010, un cine de Sarajevo todavía proyectaba la película. Posteriormente también se transmitió regularmente por televisión en Yugoslavia y sus estados sucesores. Mazzini escribió:
Un día de vida, de Emilio Fernández, se hizo tan inmensamente popular que los ancianos de las antiguas repúblicas de Yugoslavia aún hoy la consideran seguramente una de las películas más conocidas del mundo jamás realizadas; aunque, en realidad, probablemente sea desconocido en todos los demás países.
El éxito de la película condujo al boom del Yu-Mex de las décadas de 1950 y 1960, en el que músicos yugoslavos interpretaban música al estilo de la canción ranchera mexicana. También popularizó la canción «Las mañanitas», que en Yugoslavia pasó a llamarse «Mama Huanita». A partir de finales del siglo XX, tras la disolución de Yugoslavia, la película y su música también se identificaron con la nostalgia yugoslava.
Columba Domínguez asistió a una proyección de gala de Un día de vida en la Filmoteca Yugoslava de Belgrado en 1997, después de décadas de recibir cartas de admiradores yugoslavos. El acto estuvo precedido por la actuación en directo de Slavko Perović de la canción «Mamá Huanita».

## Preservación
La película se creía perdida en su idioma original grabada en español mexicano, ya que solo existían copias del filme en yugoslavo, pero en fecha desconocida logró ser rescatada en su lengua original.

### Citas
1. ↑  «Un día de vida». La Vanguardia. Archivado desde el original el 16 de octubre de 2023. Consultado el 16 de octubre de 2023.
2. ↑  McKee Irwin, 2010, p. 157.
3. 1 2  McKee Irwin, 2010, p. 158.
4. 1 2 3  McKee Irwin, 2010, p. 159.
5. ↑  McKee Irwin, 2010, pp. 159–160.
6. 1 2 3  La Vanguardia,.
7. 1 2 3 4  McKee Irwin, 2010, p. 156.
8. 1 2 3 4 5 6 7 8  McKee Irwin, 2010, p. 160.
9. ↑  «Mira 'Un Día de Vida', la película mexicana que conquistó la ahora inexistente Yugoslavia». RCG Media. 20 de julio de 2021. Archivado desde el original el 16 de octubre de 2023. Consultado el 16 de octubre de 2023.
10. 1 2 3 4 5 6  Mijatović, 2011, p. 118.
11. ↑  Čulić, Ilko (16 de julio de 2012). «Yu-Mex fenomen: Zbog njih je sombrero bio glavni hit...» [Fenómeno Yu-Mex: Gracias a ellos, el sombrero fue un gran éxito...]. 24sata (en croata). Archivado desde el original el 18 de octubre de 2023. Consultado el 16 de octubre de 2023.
12. 1 2  McKee Irwin, 2010, p. 161.
13. ↑  Mijatović, 2011, p. 122.
14. ↑  McKee Irwin, 2010, p. 163.
15. ↑  Internet Archive, ed. (1950). «Un día de vida (1950) - película mexicana». Cabrera Films. Consultado el 19 de febrero de 2024.